# Flanke (Anatomie)
Als Flanke (lateinisch Latus) oder seitliche Bauchregion (Regio (abdominalis) lateralis) bezeichnet man in der Anatomie eine Körperregion im Bereich des Rumpfes. Sie schließt sich seitlich an die Nabelgegend (Regio umbilicalis) an. Ihre obere (bei Tieren vordere) Grenze ist die gedachte transversale Körperebene unterhalb des Rippenbogens (Arcus costalis) und durch den Magenpförtner (Pylorus), das sogenannte Planum transpyloricum. Die untere/hintere Grenze zur Leistengegend (Regio inguinalis) stellt die gedachte Ebene zwischen den Darmbeinstacheln (Spinae iliacae anteriores superiores), das sogenannte Planum interspinale, dar. Im Bereich der Flanke ist die Körperwand lediglich durch Haut, Faszien und die Bauchmuskulatur, nicht aber durch Skelettelemente gestützt. Eine operative Eröffnung der Bauchhöhle (Laparatomie) im Bereich der Flanke wird auch als Flankenschnitt bezeichnet.
Beim Goldhamster befindet sich in der Flanke eine spezielle Duftdrüse, die Flankendrüse.